# Ravindra Gupta
Ravindra "Ravi" Kumar Gupta é um professor de microbiologia do Instituto de Imunologia Terapêutica  e Doenças Infecciosas da Universidade de Cambridge. Em 2020, apareceu na lista de 100 pessoas mais influentes do mundo do ano pela Time.
Em março de 2019, foi relatado que Gupta liderou uma equipe que demonstrou remissão do HIV em um homem HIV positivo com linfoma de Hodgkin avançado ap´so um transplante de células-tronco, o chamado Paciente de Londres. Após um transplante de medula óssea de um doador resistente ao HIV, o Paciente de Londres permaneceu "funcionalmente curado" da infecção. Este é o segundo caso de cura de HIV, sendo o primeiro o Paciente de Berlim.